# 시무
시무(柴武, ? ~ 기원전 163년), 혹 진무(陳武)는 중국 진나라 말, 전한 초기의 무장으로, 전한 고제의 개국 공신이다. 성이 시(柴), 진(陳) 두 가지로 나타난다.

## 일대기
2500명을 거느리고 설(薛)에서 거병해 진나라와 맞서 싸웠고, 한왕 2년(기원전 205년)에 한나라에 들어갔다. 또 한신의 제나라 공격에서 역하에 주둔한 제나라 군대를 쳐 흩어버렸다. 이 공적으로 고제 6년(기원전 201년)에 극포후(棘蒲侯)에 봉해졌다. 해하 전투에서는 주발과 함께 고제의 후방에 있었다.
고제 11년(기원전 196년), 이전에 흉노에 항복해 한나라를 계속 괴롭혀 온 한왕 신이 참합(參合)으로 쳐들어오자 맞싸우러 나가 한왕 신에게 항복을 권고했다. 그러나 한왕 신이 받아들이지 않자, 싸워 참합을 도륙하고 한왕 신을 참수했다.
여태후 8년(기원전 180년), 여태후 사후 주발 · 유장 · 진평 등이 여씨 세력을 타도하고 대왕 유항을 새 황제 문제로 옹립하면서, 여러 신하들과 함께 대장군으로서 문제를 맞이했다. 문제 치세 초기에 남월과 고조선을 치도록 진언했으나, 문제는 큰 군대를 일으키는 것을 원치 않아 거부되었다.
문제 전3년(기원전 177년), 제북왕 유흥거가 반란을 일으키자 문제의 명령을 받아 대장군으로서 네 장군과 10만 군사를 거느리고 토벌했고, 유흥거는 전투에 패해 사로잡혀 자결했다.
문제 전6년(기원전 174년), 태자 시기(柴奇)가 회남여왕 유장의 반란에 가담했다가 발각되어 주살당했고, 다른 후사를 허락받지 못한 채 문제 후원년(기원전 163년)에 죽었다. 시호를 강(剛)이라 했고, 봉국은 제했다. 이후 선제 치세인 원강 4년(기원전 61년)에 증손 가(嘉)가 조서를 받아 가문을 재흥했다.